# Taketa
Taketa (竹田市?) è una città giapponese della prefettura di Ōita.